# Vision of Love
"Vision of Love" là một bài hát của nghệ sĩ thu âm người Mỹ Mariah Carey nằm trong album phòng thu đầu tay mang chính tên cô (1990). Nó được phát hành vào ngày 15 tháng 5 năm 1990 như là đĩa đơn đầu tiên trích từ album bởi Columbia Records, đồng thời là đĩa đơn đầu tay trong sự nghiệp của nữ ca sĩ. Bài hát được đồng viết lời bởi Carey và Ben Margulies như là một trong những bản thu nháp được cô thu âm để gửi đến chủ tịch của Columbia lúc bấy giờ Tommy Mottola và giúp nữ ca sĩ đạt được hợp đồng thu âm với hãng đĩa, trước khi được thu âm lại và sản xuất bởi Rhett Lawrence và Narada Michael Walden. "Vision of Love" là một bản pop và R&B ballad kết hợp với những yếu tố từ soul và phúc âm mang nhịp điệu chậm, mang nội dung đề cập một mối quan hệ trong quá khứ và hiện tại với người tình của một cô gái, trong đó cô thể hiện "tầm nhìn trong tình yêu" mà cô mong muốn cũng như tình yêu hiện tại mà cô cảm nhận được với người yêu hiện tại, và là bản nhạc đầu tiên giúp giới thiệu kỹ thuật giọng sáo đã trở thành thương hiệu của Carey trong tương lai.
Sau khi phát hành, "Vision of Love" nhận được những phản ứng tích cực từ các nhà phê bình âm nhạc, trong đó họ đánh giá cao nội dung lời bài hát, chất giọng biến hóa linh hoạt của Carey cũng như việc sử dụng kỹ thuật melisma ấn tượng của cô. Ngoài ra, bài hát còn gặt hái nhiều giải thưởng và đề cử tại những lễ trao giải lớn, bao gồm ba đề cử giải Grammy cho Thu âm của năm, Bài hát của năm và Trình diễn giọng pop nữ xuất sắc nhất tại lễ trao giải thường niên lần thứ 33, và chiến thắng một giải sau. "Vision of Love" cũng tiếp nhận những thành công vượt trội về mặt thương mại, đứng đầu các bảng xếp hạng ở Canada và New Zealand, và lọt vào top 10 ở nhiều quốc gia nó xuất hiện, trong đó bao gồm những thị trường lớn như Úc, Ireland, Hà Lan và Vương quốc Anh. Tại Hoa Kỳ, nó đạt vị trí số một trên bảng xếp hạng Billboard Hot 100 trong bốn tuần liên tiếp, trở thành đĩa đơn quán quân đầu tiên của Carey cũng như đánh dấu chuỗi năm đĩa đơn đầu tay liên tiếp đứng đầu bảng xếp hạng của cô tại đây, giúp nữ ca sĩ trở thành nghệ sĩ đầu tiên và duy nhất trong lịch sử đạt được thành tích này.
Video ca nhạc cho "Vision of Love" được đạo diễn bởi Andy Morahan, trong đó bao gồm những cảnh Carey trình diễn bài hát trong một nhà thờ lớn, nơi cô ngồi và hát trước một cửa sổ hình ảnh lớn. Để quảng bá bài hát, nữ ca sĩ đã trình diễn "Vision of Love" trên nhiều chương trình truyền hình và lễ trao giải lớn, bao gồm The Arsenio Hall Show, Good Morning America, The Oprah Winfrey Show, Saturday Night Live, The Tonight Show Starring Johnny Carson, giải Grammy lần thứ 33 và MTV Unplugged, cũng như trong nhiều chuyến lưu diễn của cô. Kể từ khi phát hành, nó đã được ghi nhận trong việc phổ biến kỹ thuật melisma trong nền âm nhạc đại chúng đương đại và truyền cảm hứng đến nhiều nghệ sĩ trong việc theo đuổi sự nghiệp âm nhạc, tiêu biểu phải kể đến Christina Aguilera, Beyoncé Knowles, Rihanna và Kelly Clarkson. Ngoài ra, bài hát còn được đưa vào tất cả những album tuyển tập của Carey, như #1's (1998), Greatest Hits (2001), The Ballads (2008) và #1 to Infinity (2015), cũng như xuất hiện trong nhiều tác phẩm điện ảnh và truyền hình, bao gồm All My Children, Daria, Santa Barbara và The Young and the Restless.

## Danh sách bài hát
| - Đĩa 7" tại châu Âu 1. "Vision of Love" - 3:28 2. "Prisoner/All in Your Mind/Someday" (đoạn trích) - 5:43 - Đĩa 7" tại Vương quốc Anh 1. "Vision of Love" - 3:28 2. "Sent from Up Above" - 4:05 | - Đĩa CD maxi tại Vương quốc Anh 1. "Vision of Love" - 3:28 2. "Sent from Up Above" - 4:05 3. "Prisoner/All in Your Mind/Someday" (đoạn trích) - 5:43 |

## Xếp hạng
| Bảng xếp hạng (1990)                     | Vị trí cao nhất |
| ---------------------------------------- | --------------- |
| Úc (ARIA)                                | 9               |
| Bỉ (Ultratop 50 Flanders)                | 14              |
| Canada (RPM)                             | 1               |
| Canada Adult Contemporary (RPM)          | 1               |
| Châu Âu (European Hot 100 Singles)       | 14              |
| Pháp (SNEP)                              | 25              |
| Đức (Official German Charts)             | 17              |
| Ireland (IRMA)                           | 10              |
| Hà Lan (Dutch Top 40)                    | 8               |
| Hà Lan (Single Top 100)                  | 8               |
| New Zealand (Recorded Music NZ)          | 1               |
| Thụy Điển (Sverigetopplistan)            | 17              |
| Thụy Sĩ (Schweizer Hitparade)            | 24              |
| Anh Quốc (OCC)                           | 9               |
| Hoa Kỳ Billboard Hot 100                 | 1               |
| Hoa Kỳ Adult Contemporary (Billboard)    | 1               |
| Hoa Kỳ Hot R&B/Hip-Hop Songs (Billboard) | 1               |

| Bảng xếp hạng (1990)                 | Vị trí |
| ------------------------------------ | ------ |
| Australia (ARIA)                     | 66     |
| Canada (RPM)                         | 8      |
| Canada Adult Contemporary (RPM)      | 4      |
| Netherlands (Dutch Top 40)           | 52     |
| Netherlands (Single Top 100)         | 72     |
| New Zealand (Recorded Music NZ)      | 6      |
| UK Singles (Official Charts Company) | 79     |
| US Billboard Hot 100                 | 6      |
| US Adult Contemporary (Billboard)    | 5      |
| US Hot R&B/Hip-Hop Songs (Billboard) | 5      |

| Bảng xếp hạng (1990-1999) | Vị trí |
| ------------------------- | ------ |
| US Billboard Hot 100      | 91     |

| Bảng xếp hạng                | Vị trí |
| ---------------------------- | ------ |
| US Billboard Hot 100         | 209    |
| US Billboard Hot 100 (Women) | 68     |

## Chứng nhận
| Quốc gia                                                                           | Chứng nhận  | Số đơn vị/doanh số chứng nhận |
| ---------------------------------------------------------------------------------- | ----------- | ----------------------------- |
| Úc (ARIA)                                                                          | Vàng        | 35.000^                       |
| Nhật Bản (RIAJ)                                                                    | 2× Bạch kim | 200.000^                      |
| New Zealand (RMNZ)                                                                 | Vàng        | 5.000*                        |
| Anh Quốc (BPI)                                                                     | —           | 198,000                       |
| Hoa Kỳ (RIAA)                                                                      | Vàng        | 500.000^                      |
| * Chứng nhận dựa theo doanh số tiêu thụ. ^ Chứng nhận dựa theo doanh số nhập hàng. |             |                               |